# Суперкубок Кіпру з футболу
Суперку́бок Кі́пру з футбо́лу — одноматчевий турнір, у якому грають володар кубка Кіпру та чемпіон попереднього сезону. У випадку, якщо кубок і чемпіонат виграла одна команда, то в суперкубку грають перша і друга команди чемпіонату.

## Переможці та фіналісти
| Клуб          | Перемоги | Фінали | Роки                                                                                                 |
| ------------- | -------- | ------ | --- |
| Омонія        | 17       | 7      | 1966, 1979, 1980, 1981, 1982, 1983, 1987, 1988, 1989, 1991, 1994, 2001, 2003, 2005, 2010, 2012, 2021 |
| АПОЕЛ         | 15       | 16     | 1963, 1984, 1986, 1992, 1993, 1996, 1997, 2002, 2004, 2008, 2009, 2011, 2013, 2019, 2024             |
| Анортосіс     | 7        | 7      | 1962, 1964, 1995, 1998, 1999, 2000, 2007                                                             |
| Аполлон       | 4        | 10     | 2006, 2016, 2017, 2022                                                                               |
| АЕЛ           | 4        | 4      | 1953, 1968, 1985, 2015                                                                               |
| Четінкая Тюрк | 3        | 0      | 1951, 1952, 1954                                                                                     |
| АЕК           | 1        | 2      | 2018                                                                                                 |
| ЕПА           | 1        | 1      | 1955                                                                                                 |
| «Аріс»        | 1        | 0      | 2023                                                                                                 |
| «Ерміс»       | 1        | 0      | 2014                                                                                                 |
| Неа Саламіна  | 1        | 0      | 1990                                                                                                 |
| Олімпіакос    | 1        | 0      | 1967                                                                                                 |
| Еносіс        | 0        | 2      | |
| Пезопорікос   | 0        | 2      | |
| АПОП          | 0        | 1      | |

| Футбольний м'яч | Це незавершена стаття про футбол. Ви можете допомогти проєкту, виправивши або дописавши її. |